# 裸腿金丝燕
裸腿金丝燕（学名：Aerodramus nuditarsus）是雨燕科的一种金丝燕，分布于印度尼西亚和巴布亚新几内亚。